# Ozias Humphry

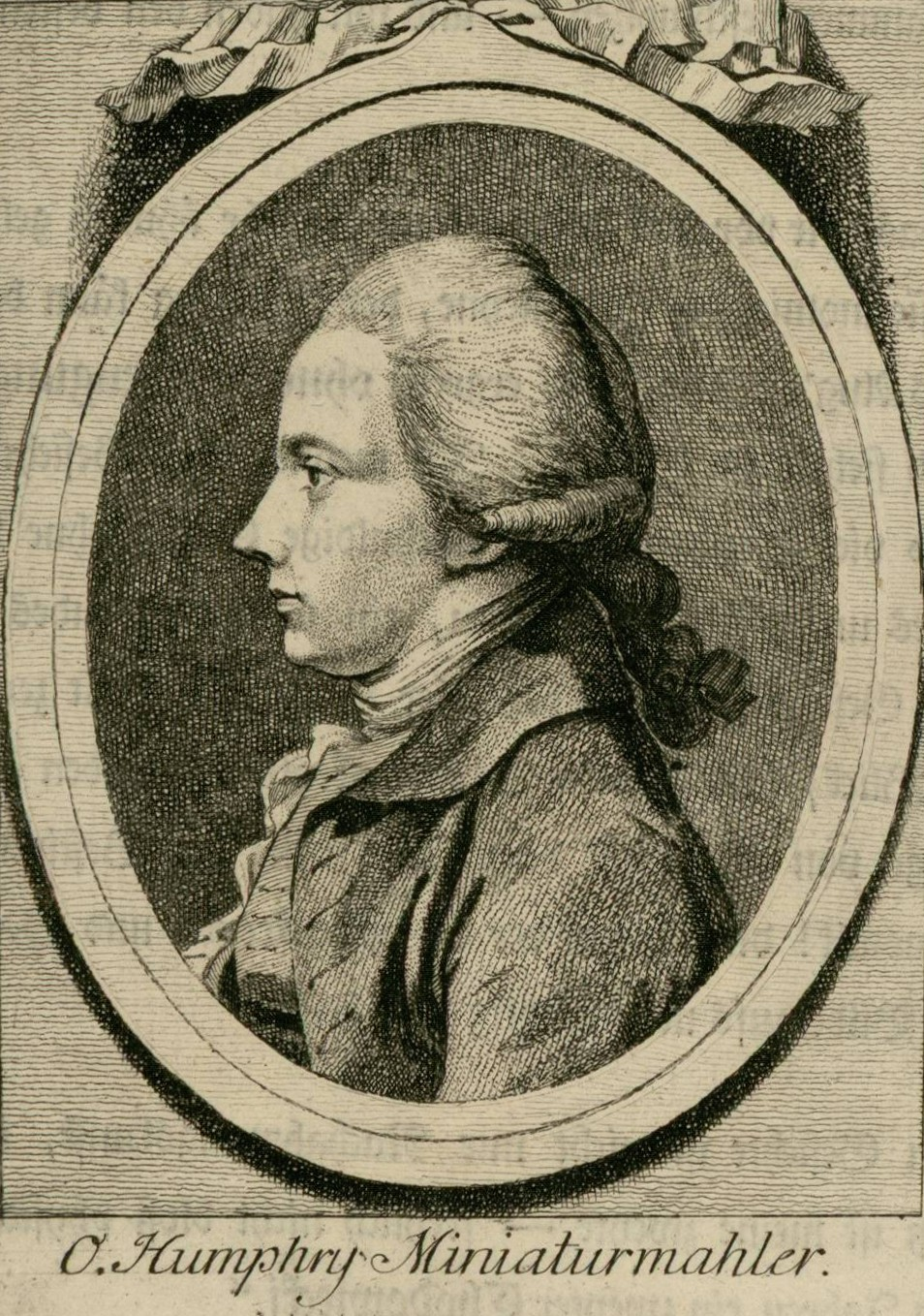
Porträt von Ozias Humphry in Johann Caspar Lavaters Physiognomischen Fragmenten, um 1775.

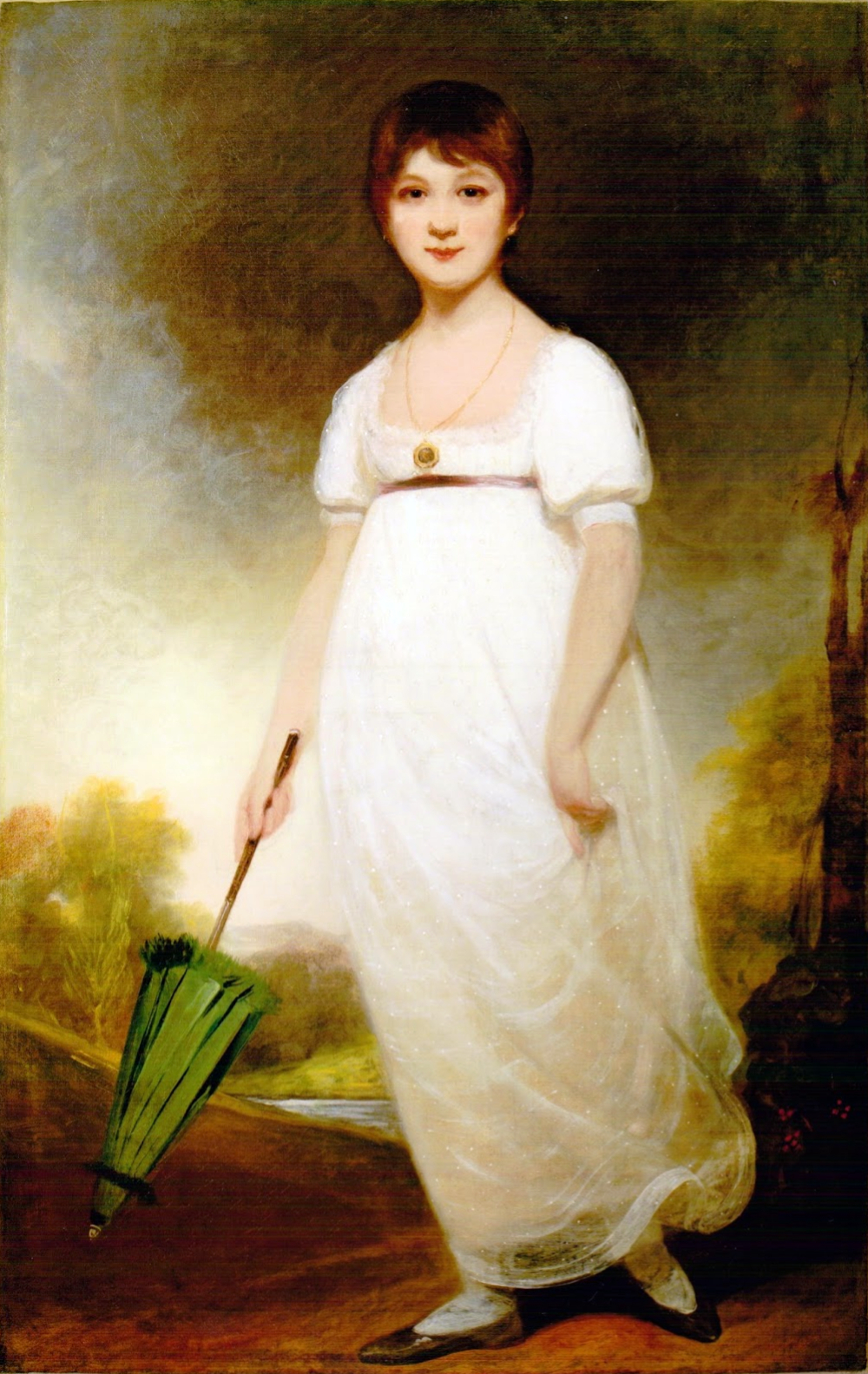
Angebliches Porträt Jane Austens aus der Hand Humphrys

Ozias Humphry (* 8. September 1742 in Honiton, Devon; † 9. März 1810 in London) war ein englischer Maler.

## Leben
Mit 15 Jahren kam Humphry 1757 nach London. Dort wurde er Schüler an der privaten Malschule von William Shipley. Später war er für die Galerie des Herzogs von Richmond tätig und erhielt nochmaligen Unterricht von Henry Pars. 1758, spätestens aber 1759 kehrte er in seine Vaterstadt zurück. Aber bereits 1760 begann Humphry eine dreijährige Lehre bei Samuel Collins in Bath. Er begleitete seinen Lehrer später nach Dublin und nach einem kleinen Aufenthalt in Exeter kehrte er nach Bath zurück.
Thomas Gainsborough riet ihm nach London zu gehen, was Humphry 1763 auch tat. Mit einem Empfehlungsschreiben von John Trenchard an Joshua Reynolds konnte er in Reynolds Atelier arbeiten und sich in London niederlassen. 1772 erzielte Humphry seinen künstlerischen Durchbruch als der König bei einem Besuch der Society of Arts einige Miniaturen von ihm kaufte. Er zog sich 1772 bei einem Reitunfall ein Nervenleiden zu, welches der Anfang seines Augenleidens war.
Ein Jahr später reiste er zusammen mit George Romney über Paris, Nizza und Florenz nach Rom. 1777 kehrten sie über die Schweiz und Frankreich nach Großbritannien zurück. 1779 wurde Humphry als associate in die Royal Academy of arts aufgenommen. Mit 43 Jahren unternahm er im August 1785 eine Reise nach Kalkutta. Im Juni 1786 hielt er sich in Lucknow auf und längere Zeit arbeitete er auch in Benares. Probleme mit dem Klima und eine Verschlimmerung seines Augenleidens brachten Humphry 1787 dazu, Indien wieder zu verlassen. 
Am 16. März 1788 erreichte Humphry wieder London. Für einige Porträts schuldete ihm der Nabob von Lucknow die Bezahlung. Bis an sein Lebensende kämpfte Humphry vergeblich um die Bezahlung. 1791 ernannte die Royal Academy Humphry endlich zu einem ordentlichen Mitglied. Da inzwischen sein Augenleiden sehr schlimm geworden war, gab er die Miniaturmalerei auf und widmete sich verstärkt der Pastellmalerei. Sein erstes Porträt in diesem Malstil zeigt den Herzog von Dorset.
1792 verlieh man Humphry den Ehrentitel Königl. Pastell-Portraitmaler. Mit 55 Jahren besuchte er 1797 zusammen mit Benjamin West und James Wyatt in Fonthill Abbey William Beckford. Ab diesem Zeitpunkt malte Humphrys überhaupt nichts mehr, da er kaum noch etwas sehen konnte. Im Alter von 68 Jahren starb Ozias Humphry am 9. März 1810 in London.